# Facebook F8

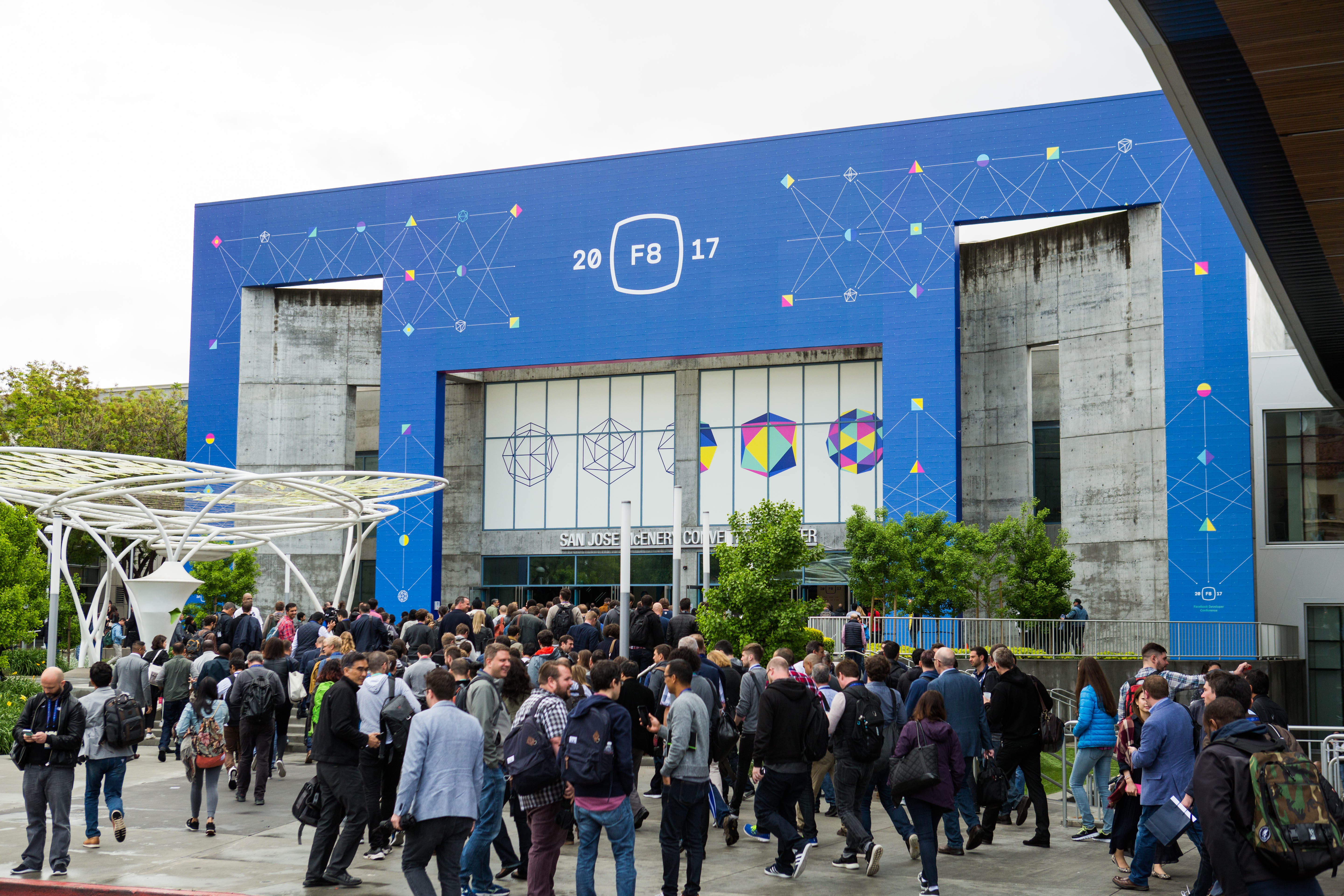
Conferência de desenvolvedores do Facebook F8 2017

O Facebook F8 (pronunciado como "eff eight") é uma conferência anual realizada pelo Facebook, e que ocorre em San Francisco, California.
A missão é trazer desenvolvedores para a construção da rede social na Internet.
A primeira conferência ocorreu em 2007.

## Literatura
- Barnett, Emma, "Facebook f8: Zsuckerberg announces revamp: Facebook's founder and CEO, Mark Zuckerberg, has announced a host of changes to the site at the social network's f8 conference in San Francisco", The Telegraph (London), 22 Sep 2011.